# Thomas von Moro
Thomas Moro, seit 1816 Thomas von Moro, seit 1819 Thomas Ritter von Moro (* 23. August 1786 in Klagenfurt; † 27. Oktober 1871 ebendort) war ein österreichischer Industrieller, Landwirtschaftsfachmann und Politiker.

## Familie
Moro war der Sohn des Tuchfabrikanten Christof Ritter von Moro (* 1743; † 10. April 1823) und dessen Ehefrau Josefa geborene Foregger von Greifenthurn (* 5. Mai 1859; † 18. April 1817). Er war römisch-katholischer Konfession und heiratete am 3. Februar 1817 Barbara von Herbert (1787–1866). Aus der Ehe ging ein Sohn († 1849) und eine Tochter († 1857) hervor. Er war Bruder der Industriellen Eduard und Franz von Moro und Onkel des Industriellen und Historikers Max von Moro. Seine Tochter Maria Edle von Moro verw. von Moro (* 11. Oktober 1818; † 1. Juli 1857) heiratete Joseph Mayer.

## Leben
Moro erhielt Privatunterricht und danach eine mehrjährige praktische Ausbildung in größeren Handelshäusern in Marseille, Odessa und Paris. Anschließend trat er in die väterliche Tuchfabrik in Viktring ein. Diese leitete er bis 1845 und erwarb dann die Güter Mageregg und Ehrenhausen (heute Klagenfurt).
Ab 1829 war er korrespondierendes Mitglied der Steirischen Landwirtschaftsgesellschaft, 1830 wirkliches Mitglied der Kärntner Landwirtschaftlichen Gesellschaft und 1843–1865 deren Direktor. 1844 Gründete er die „Mitteilungen der Landwirtschaftlichen Gesellschaft“. Im Jahr 1834 wurde er Mitglied der Kommission zur Entsumpfung des Waidmannsdorfer Moors.
1835 war er Gründungsmitglied und Direktor der Kärntner Sparkasse, 1838 Leiter der Industrieausstellung in Klagenfurt und ab 1850 Direktor des Kärntner Industrievereines. Seit 1810 war er Freimaurer. 1865 wurde er mit dem Franz-Joseph-Orden ausgezeichnet.

## Politik
Bei der Wahl zum Provisorischen Kärntner Landtag 1848 wurde er als Abgeordneter gewählt und gehörte ihm vom 17. Juli 1848 bis zu seinem Rücktritt am 8. August 1848 an.